# Pain of Salvation
Pain of Salvation es una banda sueca y gran referente del género metal progresivo centrada en el multiinstrumentista Daniel Gildenlöw. La música de la banda destaca por grandes rangos vocales, poderosas guitarras, líneas de bajo complejas, abundante protagonismo de teclados y una base rítmica sólida en la batería. Abundan cambios abruptos entre pasajes fuertes, calmados, emotivos y experimentos con polirrítmicas. Líricamente, la banda tiende a abordar temas de actualidad como la sexualidad, la guerra, el medio ambiente, la polución nuclear, la naturaleza de Dios, la humanidad y la existencia. Otra característica de la banda, es el hecho de que cada álbum es un álbum conceptual con letras bastante emocionales y complejas.
En 1984, Daniel Gildenlöw con apenas 11 años, inició una banda llamada Reality que luego en 1991 sería renombrada como Pain of Salvation. Luego de algunos cambios en los integrantes, la banda logra producir su primer disco llamado Entropía en 1997. Este éxito inicial fue seguido por más producciones discográficas, cada una más aclamada por la crítica
En 2004 Pain of Salvation produce su álbum más ambicioso, BE, esta vez con el apoyo de una pequeña orquesta sinfónica llamada Orchestra of Eternity. Este álbum fue el primero en dividir la opinión de los fanáticos, debido a que es musicalmente experimental y de naturaleza filosófica.

## Historia

### Primeros años
En el año 1984, Daniel Gildenlöw (a la edad de 11 años) forma una banda llamada Reality en Eskilstuna, Suecia. En estos primeros años uno de los primeros en unirse a la banda es Daniel Magdic, quien estaría en la banda hasta el año 1997, cuando realizan su primer álbum de estudio. En el año 1987 la banda Reality participa en el festival de música sueca Swedish Annual Music Contest "Rock-SM", el cual representó para la banda difusión a nivel mundial ya que fue televisado. Además, Daniel siendo uno de los competidores más jóvenes en ese festival ganó el premio como mejor vocalista.
Con el comienzo de los años 90 la banda sufrió cambios en su formación. Tras la partida del baterista Mikael Pettersson, se incorpora el baterista Johan Langell, quien en ese entonces tenía 14 años, y Magnus Johansson en el bajo, quien solo duraría un año, luego del cual sería reemplazado por Gustaf Hielm. Estos cambios de formación y las diferencias musicales entre los miembros de la banda dificultarían la composición del primer disco. Por esa misma época, en 1991, Daniel se tomaría la decisión de modificar el nombre de la banda por Pain of Salvation. 
En el año 1994 el hermano de Daniel, Kristoffer Gildenlöw, sustituyó a Gustaf Hielm (quien años después su unió a la banda sueca de extreme metal Meshuggah) en el bajo. Esto logró que el grupo se consolidara para su ir al estudio de grabación.  Es así que en 1994 publicarían su primer demo Hereafter, en el cual participaron Daniel  Gildenlöws, Daniel Magdic, Johan Langell y el hermano de Daniel, Kristoffer Gildenlöw. Si bien se habían realizado varios CD antes, este fue el primero en ser mandado a una empresa para lograr encontrar un contrato discográfico. A diferencia de trabajos posteriores, este demo fue grabado sin tecladista. Recién en 1996 el tecladista Fredrik Hermansson se uniera a la banda y para el otoño del 1996 este se convirtió en el quinto miembro de la banda.

## Discografía

### Álbumes de estudio
- 1997: Entropia
- 1998: One Hour by the Concrete Lake
- 2000: The Perfect Element, part I
- 2002: Remedy Lane
- 2004: BE
- 2007: Scarsick
- 2010: Road Salt One
- 2011: Road Salt Two
- 2017: In the Passing Light of Day
- 2020: Panther

### EP
- 2009: Linoleum
- 2014: Falling Home

### En vivo
- 2004: 12:5
- 2016: Remedy Lane Re:Lived

### DVD
- 2005: BE (Original Stage Production)
- 2009: Ending Themes (On the Two Deaths of Pain of Salvation)

## Integrantes

### Actuales
- Daniel Gildenlöw - voz principal, guitarra (1991 − presente)
- Johan Hallgren - guitarra rítmica, coros (1998 − 2011, 2017 - presente)
- Léo Margarit - batería, percusión, coros (2007 − presente)
- Daniel Karlsson - sintetizador, coros (2012 - presente), bajo (2011 - 2012)

### Pasados
- Simon Andersson - bajo, coros (2007 - 2008)
- Fredrik Hermansson - sintetizador, coros (1996 − 2011)
- Johan Langell - batería, percusión, coros (1991 − 2007)
- Kristoffer Gildenlöw - bajo, violonchelo, coros (1994 − 2006)
- Daniel Magdic - guitarras, coros (1991 − 1997)
- Magnus Johansson - bajo (1991 - 1992)
- Per Schelander - bajo (2009 - 2011)
- Ragnar Zolberg - guitarra rítmica, coros (2012 - 2017)
- Gustaf Hielm - bajo (1992-1994) bajo, coros (2012 - 2020)